# Насимијенто (Чиле)
Насимијенто (шп. Nacimiento) је општина у Чилеу. По подацима са пописа из 2002. године број становника у месту је био 20.884.

## Демографија
| 2002.  |
| ------ |
| 20.884 |